# Cheer up! (漫画)
『Cheer up!』（チア・アップ!）は、あずまゆきによる日本の漫画。『COMICうさまん』（リイド社）にて連載された。単行本は全1巻。『うさまん』が廃刊したため4話で打ち切りとなったが、2008年に発売された単行本で3話分の描き下ろしが追加された。

## あらすじ
奥手であるが人並み外れた妄想力を持つ牧ノ原みなみは、同級生の上郷に告白し、妄想も交えての恋人生活を過ごしていく。

## 登場人物
牧ノ原みなみ（まきのはら みなみ）
本作の主人公にしてヒロイン。桜ヶ丘学院のチアリーディング部に所属する高校2年生。超がつくほど奥手であるが、人並み外れた妄想力を持つ。巨乳の持ち主であり、小学5年生の頃から既に巨乳であったが、それゆえに苦労もしていた。同級生の上郷に告白し、恋人同士となる。
上郷（かみごう）
みなみの同級生にして恋人。野球部に所属。初レギュラーで参加した試合の後にみなみから告白された。みなみ同様に奥手である為、苦労するが、次第に恋人らしくなっていった。
吹田ケイ（すいた けい）
みなみの同級生にして友人。みなみ同様にチアリーディング部に所属。みなみからは「おケイ」と呼ばれている。関西弁で喋る。みなみをからかいつつも、恋愛に奥手のみなみに助言を送る。妻帯者の男性と交際している。後に富士川と付き合うようになるが、妻帯者の男性と別れたかどうかは不明。
由衣（ゆい）
みなみの後輩の高校1年生。外見は小学生に間違われるほど幼い。「お兄ちゃん」と呼んでいる同級生と交際中。みなみとケイと仲良くなり、みなみの恋を応援する。
富士川（ふじかわ）
上郷の同級生にして友人。恋愛に奥手の上郷に助言を送る。後にケイと付き合うようになる。
部長（ぶちょう）
みなみが買っている犬。牧ノ原家の一員になった日の夜に、酔っ払って帰宅したみなみの父から「部長」と呼ばれ続けたことから、自身の名を「部長」と思うようになった。

## 書誌情報
- マンサンコミックス『Cheer up!』実業之日本社
  1. 2008年1月20日初版発行 ISBN 978-4-408-17099-2